# رقص تعري

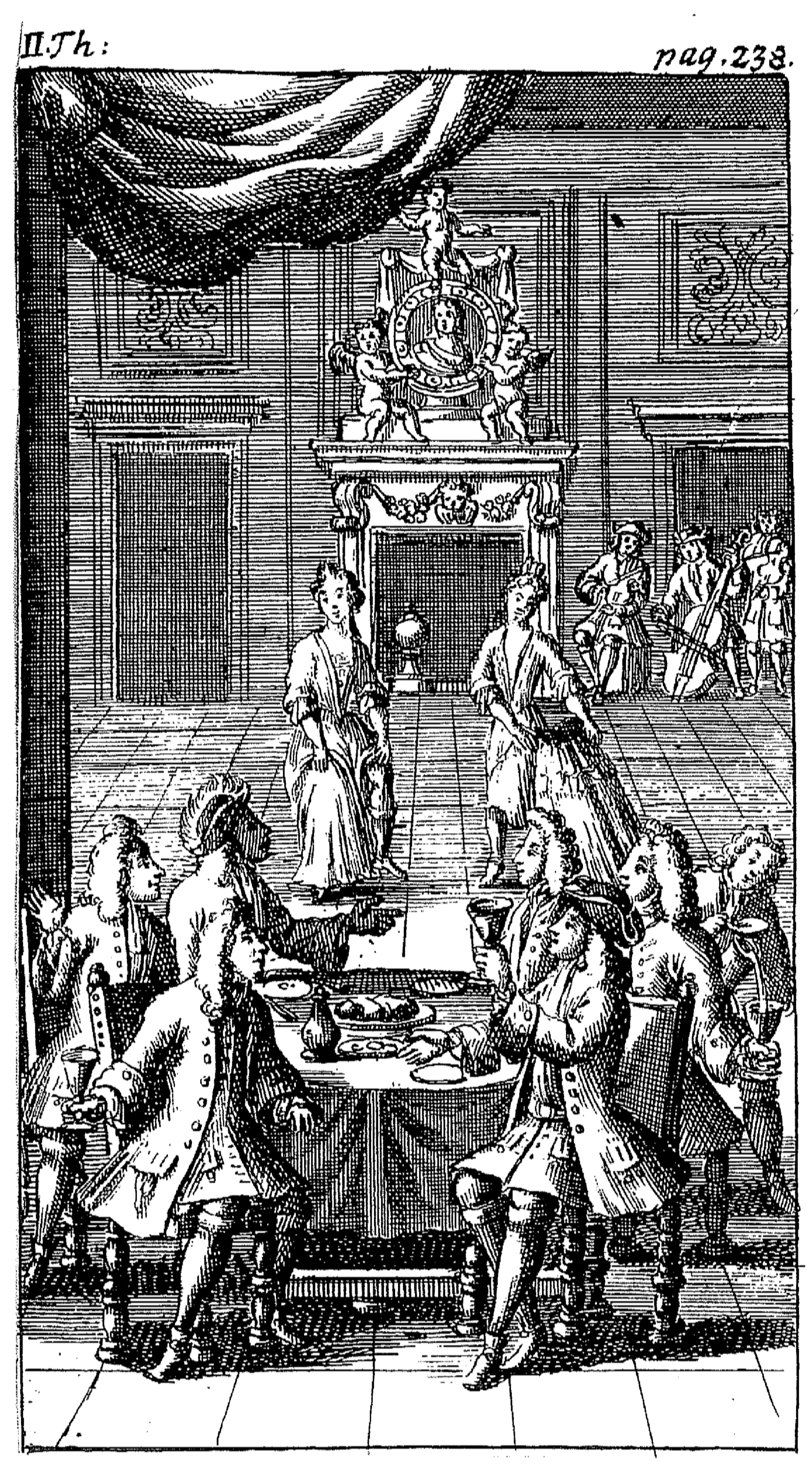
رقص التعري في القرن الثامن عشر

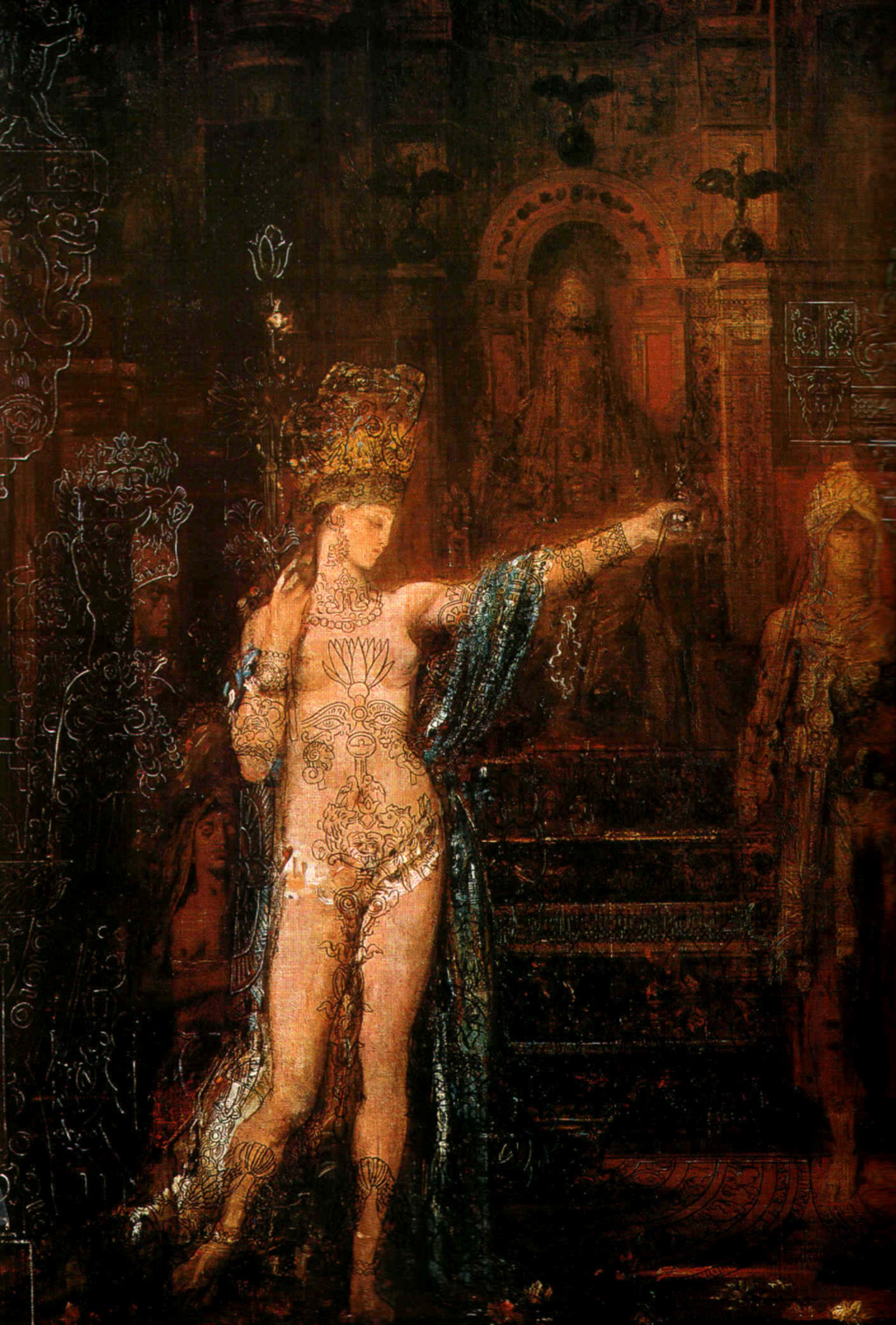
سالومة لغوستاف مورو

التجرّد أو التَّعرِّي أو رقص التعري هو فن يمارسه بعض الناس، وهو التعري من الملابس بطريقة مثيرة للغرائز الجنسية. عادةً ما يكون أمام جمهور، أو يكون في النوادي الليلية. وتسمَّى الأنثى المتجردة أو المتعرية. الفن فيه هو الإثارة. ويتعلق بإثارة الأحاسيس الجنسية للمشاهدين. تكون الإثارة عادةً بتأخير خلع الملابس. وقد تتم من خلال إخفاء بعض أعضاء الجسم باليد أو قطعة ملابس تكاد تكشف مكان الاستثارة أثناء نزع الملابس، الشخص الذي يتعرى يرقص أيضاً. وقد تكون الأدوار منسقة، وهناك أساليب للرقص المتعري مثل الراقصات الشرقيات، وسالومة، ولوليتا أو أساليب آخرين معروفين. أحياناً يختار المشاهد المتعري.
اليوم، أغلب المتعرين هم من النساء.[بحاجة لمصدر]